# جانی مالینز
جانی مالینز (انگلیسی: Johnny Mullins؛ زادهٔ ۶ نوامبر ۱۹۸۵) بازیکن فوتبال اهل بریتانیا است.
از باشگاه‌هایی که در آن بازی کرده‌است می‌توان به باشگاه فوتبال ردینگ، باشگاه فوتبال روترهام یونایتد، باشگاه فوتبال آکسفورد یونایتد، باشگاه فوتبال کیدرمینستر هاریرس، باشگاه فوتبال استوک‌پورت کانتی، و باشگاه فوتبال منزفیلد تاون اشاره کرد.